# Примокшанське сільське поселення
Примокша́нське сільське поселення (рос. Примокшанское сельское поселение) — муніципальне утворення у складі Ковилкінського району Мордовії, Росія. Адміністративний центр — селище Примокшанський.

## Населення
Населення — 782 особи (2019, 890 у 2010, 886 у 2002).

## Склад
До складу поселення входять такі населені пункти:
| Населений пункт        | Населення, осіб (2002) | Населення, осіб (2010) |
| ---------------------- | ---------------------- | ---------------------- |
| Андрієвка, присілок    | 47                     | 38                     |
| Примокшанський, селище | 712                    | 730                    |
| Слободиновка, присілок | 127                    | 122                    |